# Ctenus thorelli
Ctenus thorelli este o specie de păianjeni din genul Ctenus, familia Ctenidae, descrisă de F. O. P.-cambridge, 1897.
Este endemică în Sri Lanka. Conform Catalogue of Life specia Ctenus thorelli nu are subspecii cunoscute.